# ずっとあなたを愛してる
『ずっとあなたを愛してる』（原題: Il y a longtemps que je t'aime）は、2008年のフランス映画。フィリップ・クローデルの第一回監督映画であり、様々な映画賞を受賞した。

## ストーリー
ジュリエットは息子を殺した罪で15年服役した。出所後、フランスの地方都市ナンシーにある、妹レアの家に身を寄せることになった。レアの夫は、自分の息子に手を掛けて服役したジュリエットをよく思わないが、レアやジュリエットの同僚は彼女の心が開かれるのを待っている。ジュリエットが彼女の息子に関しての真実を語り、映画は幕を閉じる。監督自身の養子の娘たちも出演している。

## キャスト
- ジュリエット：クリスティン・スコット・トーマス
- レア：エルザ・ジルベルスタイン
- リュック：セルジュ・アザナヴィシウス
- ミシェル：ロラン・グレヴィル
- フォレ警部：フレデリック・ピエロ
- プチ・リス：リズ・セギュール
- ポールおじいちゃん：ジャン＝クロード・アルノー
- サミール：ムス・ズエリ
- カイシャ：スアッド・ムシュリク
- 社会復帰のカウンセラー：カトリーヌ・オスマラン
- ジュリエットとレアの母親：クレール・ジョンストン
- ジェラール：オリヴィエ・クリュヴェイエ
- エメリア：リリー＝ローズ

## 主な賞歴

### 受賞
- ベルリン国際映画祭：エキュメニック賞
- セザール賞：助演女優賞、新人監督賞
- 英国アカデミー賞：外国語映画賞
- ヨーロッパ映画賞：女優賞
- ロンドン映画批評家協会賞：英国女優賞

### ノミネート
- セザール賞：作品賞、主演女優賞、脚本賞、音楽賞
- 英国アカデミー賞：主演女優賞、脚本賞
- ゴールデングローブ賞：主演女優賞（ドラマ部門）、外国語映画賞